# Finnen
Finnen (toponimo tedesco) è una frazione del comune svizzero di Eggerberg, nel Canton Vallese (distretto di Briga).

## Storia
Già comune autonomo, nel 1798 fu accorpato al comune di Mund; nel 1854 fu poi assegnato a quello di Eggerberg.

## Amministrazione
Ogni famiglia originaria del luogo fa parte del cosiddetto comune patriziale e ha la responsabilità della manutenzione di ogni bene ricadente all'interno dei confini della frazione.